# Ten Acts of Sickening Perversity
Ten Acts of Sickening Perversity är det första studioalbumet av det norska death metal-bandet Kraanium. Albumet utgavs 2008 av skivbolaget Pathologically Explicit Recordings.

## Låtförteckning
1. "Stench of Putrid Innards" – 2:37
2. "Perverted Sensation" – 2:43
3. "Rectal Disembowelment" – 2:09
4. "Midget Fucker" – 2:49
5. "Zombified Infanticide" – 2:50
6. "Pentagrandma" – 1:41
7. "Excremental Maniac" – 2:25
8. "Human Flesh Devourment" – 2:20
9. "Shemale Throatfuck" – 2:19
10. "Double Barrel Penetration" – 4:48
11. "Horrendous Torture" – 0:42

## Medverkande
Musiker (Kraanium-medlemmar)
- Gore-Tex (Vidar Ermesjø) – gitarr (7-strängad)
- Havksaw Henry (Mats Funderud) – gitarr (7-strängad)
- Ian Slemming – basgitarr (5-strängad)
- Grindmaster Flesh (Martin Funderud) – sång
- Johnny Jawless (Jonas Dedekam) – trummor

Produktion
- Abomination Imagery – omslagsdesign, omslagskonst
- Jumali Katani – omslagskonst